# Jakub Hron Metánovský
Jakub Hron, používající přízvisko Metánovský (4. června 1840 Metánov – 29. dubna 1921 Metánov), byl český učitel, fyzik, vynálezce a především tvůrce roztodivných českých novotvarů.

## Život
Profesor Jakub Hron se narodil 4. června 1840 v rodině místního rychtáře. Jeho děd Tomáš Hron pocházel z Janovic. Studoval v Českých Budějovicích, Jindřichově Hradci a ve Vídni. Šestnáct let byl suplentem, přes dvacet let působil jako středoškolský profesor na gymnáziu v Hradci Králové, po deseti letech profesury byl předčasně penzionován a v klidu dožil jako starý svérázný mládenec v rodné vsi. Postupně studoval matematiku, fyziku, filozofii, astronomii, práva a v důchodovém věku medicínu, což mu poskytlo přehled z různých oborů.
Jakub Hron byl nesmírně hloubavý. Toužil po vědění, ale s poznáním se nesmířil a přizpůsoboval si vše k obrazu svému. Převážně velmi svérázně. Pokoušel se upravovat český jazyk a vymýšlet novotvary. Student byl pro něj bažák, profesor zpyták, filozofie byla libomudravna, optimista lepšišťan, pesimista horšišťan atd. Nevzrušoval ho posměch okolí a v klidu vynalézal i v ostatních oborech. Pro svoji školní praxi zkonstruoval dvanáctistěnný nepřevrhnutelný kalamář nazvaný buňát nekotitelný, který se běžně používal. Vlastnil ho i Karel Čapek.
Pracoval na projektu lokomotivy, která by nepotřebovala koleje, vyrobil i horkovzdušný balón ve tvaru slona, který však nebyl schopen vzlétnout. Neúspěšně se pokoušel změřit vzdálenost od Země ke Slunci pomocí vlastního přístroje kulstínměru. Vyznačoval se také výstředním způsobem oblékání, např. nosil špičatý klobouk, který sám navrhl a pojmenoval hronoid. V soukromém životě byl velmi asketický. Jeden z jeho vynálezů mu umožňoval kouřit jeden doutník déle než čtrnáct dnů. Část kuriózních památek na tohoto originálního vynálezce uchovává muzeum v Kamenici nad Lipou. Muzeum Jakuba Hrona také v roce 2007 otevřela jeho rodná obec Metánov.
Profesor Hron dožil svůj život v klidu své samoty a zemřel ve věku 80 let v rodné obci 29. dubna 1921. Byl pohřben v nedalekém Častrově na 1. máje.
Byl jedním z hlavních předobrazů Járy Cimrmana.

## Jazyk (ukázky)

### Novotvary
- Hráněpisna (tj. stereometrie, nauka o prostorových tělesech)
- Měravna (tj. geometrie)
- Libomudravna (tj. filozofie)
- Vevratna (tj. entropie)

### Názvy některých jeho publikací
- Objev a popis dvojpravidelných hranatin (publikace o stereometrii, o pravidelných tělesech)
- Nová určba odlehot oběžnicových od Sluna s přípojkami (publikace o astronomii)
- Skutky lidské čili jeden tisíc špatnot žijby a konby lidské (publikace o etice)

### Poezie
Sokolská báseň (1891)
Míč házím dál; leť jen přímo přes oba dva.
Lítá míč nám, nutká sílu, svalstvu poroučí.
Dobrý let byl značný byl hod; druh druha poznej!
Pročež poutník míčem dál jest lákán a váben.
Plesvoďucha (tj. Terpsichoré)
Třímáš stroj strunový, Plesucho! v němž kouzlo tajemstva
ukryto, někdy ladí, vábí jindy v skok a jásot.
Nad Zemunou vznáší dvojice svá rozjařená dosť
vzlétá, v ples svedená těla; cel svět rozblažuje hruď.
Napřed svádíváš těla, pak duše vážeš opaskem.
Svá kouzla mně propujč, bych vděčným vládl ovyčnem.

## Dílo
- Jakub Hron (gymnaziální professor v Hradci Králové): Čtyřstěn, osmistěn a klenec in Časopis pro pěstování mathematiky a fysiky XVII (1888), str 30
- Jakub Hron (c.k. gymn. professor, výslužník): Přítaž i odpud hvězd, jako doplněk soustavy Koperníkovy, V Hradci Králové nákladem spisovatelovým, 1900 (149 str.)
- Jakub Hron (c.k. gymn. professor, výslužník): Důležitosť kořenů slovných v řeči lidské a duch řeči lidské, nákladem spisovatelovým, 1908 (41 str.)

### Současné reedice a souborná vydání
- Jakub Hron Metánovský: Nedorozumění s rozumem aneb Konba žijby, souborné vydání textů, ed. Vladimír Borecký, Paseka, 1995, ISBN 80-85192-93-4
- Jakub Hron: Skutky lidské čili špatnoty žijby a konby lidské (Nová jacháda), Nakl. Bystrov a synové (Národní knihovnička, sv. 8, edice Skvosty), 1997, ISBN 80-85980-07-X
- Jakub Hron Metánovský: Ba za mar. Carpe diem, 2003, ISBN 80-86362-35-3
- CD+DVD Jakub Hron Metánovský: Ba za mar. Carpe Diem Records, 2005
- Jakub Hron Metánovský: Ba za mar. Carpe diem, 2011, e-kniha, ISBN 978-80-87195-59-8